# London Review of Books
Die London Review of Books, kurz LRB, ist eine zweiwöchentlich erscheinende  britische Literaturzeitschrift.
Sie wurde 1979 von den früheren Herausgebern des Times Literary Supplement gegründet, als das Erscheinen der The Times für ein Jahr unterbrochen war. Während der ersten sechs Monate erschien sie als Beilage der  New York Review of Books. Im Mai 1980 wurde aus der London Review eine unabhängige Publikation mit einer eher linken politischen Ausrichtung.
Der erste Herausgeber der London Review war Karl Miller. Danach war Mary-Kay Wilmers beinahe 30 Jahre lang Herausgeberin, auf sie folgten im Jahr 2021 Jean McNicol und Alice Spawls. 2020 lag die Auflage bei 88.421 Exemplaren, damit ist die LRB die auflagenstärkste Literaturzeitschrift Europas.

## Autoren
Zu den bekannten Autoren zählen:
- Tariq Ali
- Martin Amis
- Benedict Anderson
- John Ashbery
- Julian Barnes
- Mary Beard
- Alan Bennett
- Tony Blair
- Anita Brookner
- Jane Campbell
- Angela Carter
- Stanley Cavell
- Bruce Chatwin
- Terry Eagleton
- William Empson
- Anne Enright
- Martha Gellhorn
- Wynne Godley
- Stephen Greenblatt
- Marc Greif
- Seymour M. Hersh
- Christopher Hitchens
- Eric Hobsbawm
- Frank Kermode
- John Lanchester
- Pankaj Mishra
- Richard Lloyd Parry
- Hilary Mantel
- Tom Nairn
- Andrew O’Hagan
- Tom Paulin
- Adam Phillips
- Alex Ross (Musikkritiker)
- Edward Said
- Elaine Showalter
- Jacqueline Rose
- Richard Rorty
- Salman Rushdie
- Iain Sinclair
- Susan Sontag
- Marina Warner
- James Wood
- Slavoj Žižek